# Łotysze (rejon szarkowszczyński)
Łotysze (biał. Латышы; ros. Латыши) – wieś na Białorusi, w obwodzie witebskim, w rejonie szarkowszczyńskim, w sielsowiecie Łużki.

## Historia
W czasach zaborów folwarki w gminie Łużki, w powiecie dzisieńskim, w guberni wileńskiej Imperium Rosyjskiego.
W latach 1921–1945 folwarki Łotysze I, Łotysze II, Łotysze III i Łotysze IV leżały w Polsce, w województwie wileńskim, w powiecie dziśnieńskim w gminie Stefanpol, a od 1926 roku w gminie Łużki.
Powszechny Spisu Ludności z 1921 roku nie podał danych dotyczących miejscowości Łotysze III i IV. 
- Łotysze I – według Powszechnego Spisu Ludności z 1921 roku zamieszkiwało tu 14 osób, wszystkie były wyznania rzymskokatolickiego. Jednocześnie 7 mieszkańców zadeklarowało polską a 7 białoruską przynależność narodową. Były tu 2 budynki mieszkalne[5]. W 1931 zamieszkiwało w 2 domach 25 osób[6]
- Łotysze II – według Powszechnego Spisu Ludności z 1921 roku zamieszkiwało tu 16 osób, wszystkie były wyznania rzymskokatolickiego i zadeklarowały polską  przynależność narodową. Były tu 2 budynki mieszkalne[5]. W 1931 zamieszkiwałow 2 domach 7 osób[6]
- Łotysze III – w 1 domu 7 osób[6]
- Łotysze IV – w 2 domach 11 osób[6]

Wierni należeli do parafii rzymskokatolickiej i prawosławnej w Łużkach. Miejscowość podlegała pod Sąd Grodzki w Łużkach i Okręgowy w Wilnie; właściwy urząd pocztowy mieścił się w Łużkach.
W wyniku napaści ZSRR na Polskę we wrześniu 1939 miejscowość znalazła się pod okupacją sowiecką. 2 listopada została włączona do Białoruskiej SRR. Od czerwca 1941 roku pod okupacją niemiecką. W 1944 miejscowość została ponownie zajęta przez wojska sowieckie i włączona do Białoruskiej SRR.
Od 1991 w składzie niepodległej Białorusi.